# Флавон
Флавон (итал. Flavon) је насеље у Италији у округу Тренто, региону Трентино-Јужни Тирол.
Према процени из 2011. у насељу је живело 483 становника. Насеље се налази на надморској висини од 589 м.

## Становништво
Према резултатима пописа становништва 2011. у општини је живело 505 становника.
| 1931. | 1936. | 1951. | 1961. | 1971. | 1981. | 1991. | 2001. | 2011. |
| ----- | ----- | ----- | ----- | ----- | ----- | ----- | ----- | ----- |
| 564   | 543   | 514   | 502   | 497   | 509   | 487   | 508   | 505   |